# Le livre des solutions
Le livre des solutions (dt.: „Das Buch der Lösungen“, internationaler Titel: The Book of Solutions) ist ein französischer Spielfilm von Michel Gondry aus dem Jahr 2023. Die Tragikomödie stellt einen Regisseur in den Mittelpunkt, der unter einer kreativen Blockade leidet. Die Hauptrolle übernahm Pierre Niney. Das Werk wurde im Mai 2023 im Rahmen des Filmfestivals von Cannes uraufgeführt.

## Handlung
Der Filmregisseur Marc leidet unter einer kreativen Blockade. Daraufhin beschließt er, mit seinem gesamten Filmteam in ein kleines Dorf in die Cevennen aufzubrechen, um dort mit seiner Tante Denise sein neuestes Werk fertigzustellen. Der Ortswechsel beflügelt seine Kreativität. Marc hat eine Vielzahl an Ideen, die ihn aber auch in ein bizarres Chaos stürzen. Daraufhin macht er sich daran, das titelgebende Livre des solutions zu verfassen. Der praktische Ratgeber könnte die Lösung all seiner Probleme bedeuten.

## Veröffentlichung und Rezeption
Die Premiere von Le livre des solutions erfolgte am 21. Mai 2023 im Rahmen der Filmfestspiele von Cannes, wo der Film in die Nebensektion Quinzaine des cinéastes aufgenommen wurde.
Ein regulärer Kinostart in Frankreich ist im Verleih von The Jokers / Les Bookmakers geplant.